# Nazira
Nazira là một thành phố và là nơi đặt ban đô thị (municipal board) của quận Sibsagar thuộc bang Assam, Ấn Độ.

## Địa lý
Nazira có vị trí 26°55′B 94°44′Đ / 26,92°B 94,73°Đ Nó có độ cao trung bình là 132 mét (433 feet).

## Nhân khẩu
Theo điều tra dân số năm 2001 của Ấn Độ, Nazira có dân số 12.466 người. Phái nam chiếm 53% tổng số dân và phái nữ chiếm 47%. Nazira có tỷ lệ 81% biết đọc biết viết, cao hơn tỷ lệ trung bình toàn quốc là 59,5%: tỷ lệ cho phái nam là 84%, và tỷ lệ cho phái nữ là 78%. Tại Nazira, 11% dân số nhỏ hơn 6 tuổi.